# Thành Košice
Thành Košice (tiếng Slovakia: Košická citadela) là một thành cổ được xây dựng theo phong cách kiến trúc Baroque tọa lạc ở thành phố Košice của Slovakia từ năm 1671 đến năm 1713. Vào ngày 21 tháng 5 năm 2010, thành Košice được ghi danh vào Danh sách Di tích Trung ương theo quyết định của Bộ Văn hóa Cộng hòa Slovakia.

## Lịch sử
Thành Košice là một pháo đài quân sự tiên tiến ở cổng phía nam của thành phố, được xây dựng để bảo vệ thành phố trong trường hợp bị kẻ thù xâm lược, đồng thời làm nơi tập trung lực lượng đồn trú quân sự và pháo binh bên ngoài thành phố. Việc xây dựng  thành bắt đầu vào mùa hè năm 1671, dựa trên bản thiết kế của Jakub von Holst. Thành có diện tích khoảng 25 ha nếu tính luôn hệ thống phòng thủ bên ngoài. Trong Cuộc nổi dậy Tököli diễn ra từ năm 1682 đến năm 1685, bức tường thành đối diện với thành phố bị hư hại. Thành bị phá bỏ vào năm 1713 theo lệnh của Hoàng đế Charles III.
Nghiên cứu khảo cổ học chính thức bắt đầu vào ngày 8 tháng 2 năm 2008. Một phần của thành Košice đã được phát hiện trong quá trình nghiên cứu khảo cổ tại địa điểm xây dựng trung tâm mua sắm Aupark trên Quảng trường Những người giải phóng ở Košice vào năm 2010. Phần còn lại của thành được tìm thấy ở phía trước lối vào chính và trong bãi đậu xe dưới mặt đất của Aupark.